# ویتو گریکو
ویتو گریکو (انگلیسی: Vito Grieco؛ زادهٔ ۶ فوریهٔ ۱۹۷۱) بازیکن فوتبال اهل ایتالیا است.
از باشگاه‌هایی که در آن بازی کرده‌است می‌توان به باشگاه فوتبال کارپی، باشگاه فوتبال اسپتزیا، باشگاه فوتبال مودنا، باشگاه فوتبال باری، باشگاه فوتبال کاتانیا، باشگاه فوتبال کروتونه، و باشگاه فوتبال رجانا اشاره کرد.